# Pluto majordome
Pour plus de détails, voir Fiche technique et Distribution.
Pluto majordome ou Un vrai gentleman (A Gentleman's Gentleman) est un court-métrage d'animation américain des studios Disney avec Mickey Mouse et Pluto, sorti le 28 mars 1941.
Ce film fait partie de la série Mickey Mouse, même s'il a pour héros le personnage de Pluto.

## Synopsis
Les mésaventures de Pluto, parti chercher le journal pour Mickey.

## Fiche technique
- Titre original : A Gentleman's Gentleman
- Titre français : Pluto majordome
- Série : Mickey Mouse
- Réalisation : Clyde Geronimi assisté de Don A. Duckwall (non crédité)
- Animation : Eric Gurney, Emery Hawkins, George Nicholas
- Musique : Paul J. Smith
- Production : Walt Disney
- Société de production : Walt Disney Productions
- Société de distribution : RKO Radio Pictures
- Format : Couleur (Technicolor) - 1,37:1 - Son mono (RCA Photophone)
- Durée : 6 min
- Langue :  Anglais
- Pays :  États-Unis
- Dates de sortie :  États-Unis : 28 mars 1941[1]

## Voix originales
- Walt Disney : Mickey Mouse
- Lee Millar : Pluto

## Voix françaises

### 1erdoublage (1989)
- Jean-Paul Audrain : Mickey Mouse

### 2edoublage (2007)
- Laurent Pasquier : Mickey Mouse
- ??? : Les citadins

## Commentaires
Ce film a longtemps fait partie des dessins animés censurés (banned cartoons) en raison d'une courte scène où Pluto, tombant dans une mare de boue, ressort avec un visage noir. Ce gag, récurrent dans de nombreux dessins animés des années 1930-1940, ayant été jugé comme portant atteinte à la dignité des afro-américains par certaines associations, en raison de l'apparence caricaturale qu'elle en donnait, ces dessins animés ont été interdits de diffusion  ou amputés des scènes incriminées à partir des années 1960 (ce fut le cas également de nombreux Tex Avery mais aussi du long-métrage des studios Disney Mélodie du Sud (1946), toujours indisponible en DVD à ce jour). Pluto majordome est à nouveau visible dans la compilation DVD Les Trésors de Walt Disney : Pluto, l'intégrale  (1931-1947).